# محمد رضي الشماسي
محمد رضي الشمّاسي (1939 - 6 نوفمبر 2014) (1360 - 14 محرم 1436) شاعر وأكاديمي أدبي سعودي. ولد في القطيف ونشأ بها وتلقى تعليمه الأولي والثانوي فيها. حصل على إجازة في الفقه الجعفري من كليّة الفقه في النجف عام 1975، وماجستير الأدب العربي من جامعة إنديانا في أمريكا، عام 1980. عمل محاضرًا للغّة العربيّة في جامعة الملك فهد للبترول والمعادن في الظهران. نشر شعره ومقالاته في عدد كبير من الصحف والمجلات السعودية. يعد أحد شعراء وأدباء القطيف والمنطقة الشرقية السعودية الذين نسجوا القصيدة على طرازها القديم، وطور كثيرا في مضامينها. وهو يميل للمدرسة الرومانسية والكلاسيكية في قصائده. توفي في مسقط رأسه عن عمر يناهز الـ 75 عاماً.

## سيرته
ولد محمد رضي ناصر الشماسي في القطيف سنة 1939 م / 1360 هـ، وواصل دراسته الابتدائية والمتوسطة فيها، وأكمل تعلميه الثانوي بمدينة الدمام. وفي عام 1963 حاول الانضمام لجامعة دمشق لدراسة القانون ولكنه أعرض عنها وتوجه للعراق عام 1971، وحصل على البكالوريوس في اللغة العربية والعلوم الإسلامية من كلية الفقه بالنجف سنة 1975. بعدها انتقل للولايات المتحدة قحصل على الماجستير في الأدب العربي من جامعة إنديانا سنة 1980.

عين معيدا ومحاضرا للغة العربية بجامعة الملك فهد للبترول والمعادن بالظهران، ثم أستاذًا في الجامعة نفسها حتى تقاعده.

نشر شعره ومقالاته في عدد كبير من الصحف والمجلات مثل اليوم والرياضي والندوة والفيصل والحرس الوطني واليمامة. شكّل هو ومجموعة من الأدباء مجموعة الغدير الأدبي. كما اشترك في العديد من الأمسيات والمهرجانات الشعرية في الرياض، والقطيف، وأبها.

توفي الشماسي في 6 نوفمبر 2014 / 14 محرم 1436 عن عمر يناهز الـ 75 عاماً ودفن في مقبرة الخباقة بمحافظة القطيف.

## شعره
يعد من الشعراء والأدباء نسجوا القصيدة على طرازها القديم، وطور كثيرا في مضامينها. وهو يميل للمدرسة الرومانسية والكلاسيكية في قصائده، وهو طابع يشاركه في الكثير من الشعراء القطيف. وكان لانتمائه لمدرسة الخليل بن أحمد الفراهيدي الأثر في كتابة القصيدة العمودية وعدم كتابته لقصيدة التفعيلة.

ذکر الشماسي في مقدمة ديوانه عنوان الحب عن بداية سيرته الذاتية إذ يقول «دخلت في عالم الأدب كما يدخل كل ناشئ. بدأت أكتب المقالة القصيرة، والقصة القصيرة (الحكاية)، وأنا في العقد الثاني من العمر، أكتب دونما ضابط في اللغة والأسلوب، مع كونها محاولات فجة كنت أرى فيها ذاتي المستقبلية على نحو من أنحاء الأدب.» 

## مؤلفاته
- عنوان الحب، 2009، يحتوي على أكثر من خمسين قصيدة في المدح والرثاء والغزل.[11]
- سيدتي الكلمة في اللغة والأدب، 2013